# Nostra Signora di Guadalupe (Extremadura)

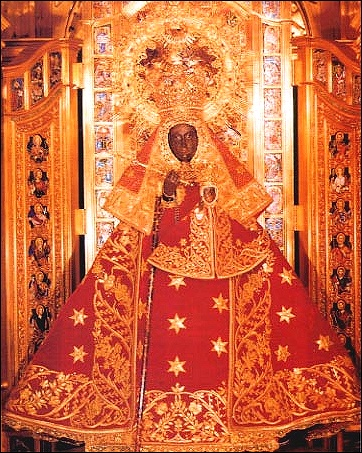
Santa Maria di Guadalupe.

## Origine del culto
Il culto di Nostra Signora di Guadalupe (Extremadura), è legato al Monastero reale di Santa Maria di Guadalupe (spagnolo: Real Monasterio de Nuestra Señora de Guadalupe), edificio monastico situato nel comune di Guadalupe della provincia spagnola di Cáceres, comunità autonoma dell'Estremadura.
La venerazione dell'immagine spagnola di Nostra Signora di Guadalupe trae origine dal ritrovamento dell'omonima statua da parte del pastore Gil Cordero. La datazione precisa dell'inizio del culto è incerta, probabilmente tra il XIII secolo e il XIV secolo.
Il primo locale di preghiera fu un eremo, che venne sostituito da una chiesa fatta costruire da Alfonso XI e, nel 1389, da un convento girolamino.